# La Boisse
La Boisse település Franciaországban, Ain megyében. Lakosainak száma 3401 fő (2022. január 1.). La Boisse Beynost, Dagneux, Montluel, Niévroz, Thil és Tramoyes községekkel határos.

## Népesség
A település népességének változása:
| Lakosok száma | 1457 | 1959 | 2419 | 2753 | 2927 | 2937 | 3229 | 3283 | 3335 | 3401 |
|               | 1968 | 1982 | 1990 | 2006 | 2013 | 2015 | 2017 | 2019 | 2020 | 2022 |